# Prologus Galeatus

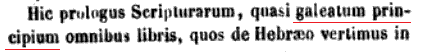
Extrait de la préface, avec le passage qui lui a donné son surnom souligné en rouge, dans la Patrologia Latina, t. 28.

Le Prologus Galaetus ou Galeatum principium (litt. et traditionnellement traduit par « prologue casqué, » ; mais aussi traduit par « exorde empanaché ») est une préface de Jérôme de Stridon, datée de 391-392, à sa traduction du Liber Regum (en) (le livre des Rois composé de quatre parties : premier et second livre des Rois et premier et second livre de Samuel).
Dans ce texte, Jérôme affirme son opposition aux livres de l'Ancien Testament extérieurs au canon hébraïque. Jérôme y écrit que : « Ce prologue sur les Ecritures doit être regardé comme une tête armée, couverte d'un casque [Hic prologus Scripturarum, quasi galeatum principium (...) convenire potest] et propre à défendre tous les livres que je traduis d'hébreu en latin ; et l'on doit remarquer que tous les autres qui ne sont pas compris dans le dénombrement que je viens de faire doivent être mis parmi les livres apocryphes. On se souviendra donc que le livre de la Sagesse, qu'on attribue ordinairement à Salomon, le livre de Jésus, fils de Syrach, celui de Judith, de Tobie et du Pasteur sont exclus du canon et du catalogue de l'Ecriture. J'en dis de même des livres des Machabées, dont j'ai vu le premier écrit en hébreu. Pour le second, il a été d'abord écrit en grec, comme il est aisé de le reconnaître par le style du livre même et ses expressions toutes grecques. »

## Éditions
- Aline Canellis (dir.) et al. (trad. du latin), Jérôme : Préfaces aux livres de la Bible, Abbevile, Éditions du Cerf, coll. « Sources Chrétiennes » (no 592), 2017, 530 p. (ISBN 978-2-204-12618-2), « Préfaces : Préface de saint Jérôme sur le livre des Rois », p. 322-337